# Rocky Votolato
Rocky Votolato es un cantautor estadounidense nacido en Dallas, Texas en 1977. Se crio en un pequeño pueblo a 85 kilómetros al sur de Dallas llamado Frost. Con 13 años sus padres se divorcian y un año más tarde en 1991 su madre se vuelve a casar y se van a vivir al Noroeste de Estados Unidos. Rocky cursa sus estudios en el instituto Ingelmoor situado justo a las afueras de Seattle. Es en este mismo centro donde empieza a aficionarse a la guitarra y a escribir canciones, basándose principalmente en grupos Punk de la época, como por ejemplo Fugazi o Jawbreaker entre otros.
Lleva a cabo varios proyectos musicales con diferentes compañeros para finalmente crear su primera banda, llamada Lying on Loot que acabaría disolviéndose en 1996. Este fue su primer grupo pero no el más importante en su carrera ya que poco tiempo después junto con sus amigos Rudy Gajadhar (batería) y Andrew Hartley (bajo) acaba por formar waxwing, grupo de Indie Rock al que finalmente se une Cody Votolato (guitarra) hermano menor de Rocky y que les lleva a estar en lo más alto del movimiento undreground de Seattle y haciendo giras por todos los Estados Unidos. Mientras todo esto sucede Rocky va creando y lanzando discos en solitario con muy buena aceptación por parte de un público más reservado e intimista. En 2.005 Waxwing termina por disolverse y Rocky se dedica exclusivamente a su carrera como cantautor, en la que hoy en día continua con un éxito más que aceptable y dando conciertos por América y otros continentes.
Su música es básicamente él y su guitarra, aunque a veces introduce otros instrumentos para dar más fuerza o crear otra atmósfera. Sus letras son más bien poesías en formas variadas, sentimientos entremezclados como pueden ser el amor, la protesta o el desengaño general.
Actualmente vive en Seattle con su mujer April con la que lleva casado más de diez años y tiene dos hijos.

## Rocky Votolato Solo
- Rocky Votolato (album)|Rocky Votolato (1999) (Status Recordings)

- Rocky V/Seth Warren 7" (1999) (Redwood Records)
- ' (2000) (Your Best Guess)
- Burning My Travels Clean (LP) (2002) (Second Nature Recordings)
- The Light and the Sound (EP) (2003) (Second Nature Recordings)
- ' (2003) (Second Nature Recordings)
- Makers (2006) (Second Nature Recordings) (Barsuk)
- End Like This (EP) (2007) (Second Nature Recordings)
- ' (2007) (Barsuk)
- True Devotion (LP) (2010) (Barsuk / Second Nature Recordings )
- Television of Saints (LP) (2012) (Undertow Music Collective)
- Hospital Handshakes (LP) (2015) (No Sleep Records)[1]

## WAXWING
- Waxwing 7" (Henry's Finest Recordings, 1998)
- For Madmen Only Archivado el 18 de octubre de 2006 en Wayback Machine. (Second Nature Recordings, 1999)
- One for the Ride Archivado el 24 de diciembre de 2008 en Wayback Machine. (Second Nature Recordings, 2000)
- Intervention: Collection+Remix Archivado el 24 de diciembre de 2008 en Wayback Machine. (Second Nature Recordings, 2001)
- Nobody Can Take What Everybody Owns Archivado el 24 de diciembre de 2008 en Wayback Machine. (Second Nature Recordings, 2002)

## Lying on Loot
- Split 7" con State Route 522 (1996) (Henry's Finest Recordings)